# Spinoserolis beddardi
Spinoserolis beddardi is een pissebed uit de familie Serolidae. De wetenschappelijke naam van de soort is voor het eerst geldig gepubliceerd in 1920 door William Thomas Calman.